# 霍邁爾馬哈勒村 (阿姆拉什縣)
霍邁爾馬哈勒村（波斯語：‎），是伊朗吉兰省阿姆拉什县中央區北阿姆拉什鄉的村。2006年人口普查顯示該村有19个家庭，人口为68人。